# Цыфка, Карина
Карина Цыфка (пол. Karina Cyfka; род. 28 октября 1987, Рыбник), также Карина Щепковская-Хоровская (пол. Karina Szczepkowska-Horowska) — польская шахматистка, гроссмейстер среди женщин (2010), международный мастер среди мужчин (2016).

## Биография
Многократный призёр юниорских чемпионатов Польши среди девушек в разных возрастных группах: в 2002 году завоевала серебро в возрастной группе U16, в 1999 году была второй в возрастной группе U12, в 2003 году победила в возрастной группе U16, в 2005 году победила в возрастной группе U18 и в 2006 году завоевала серебро в возрастной группе U20. Представляла Польшу на юниорских чемпионатах мира и Европы, где самый большой успех — второе место на юниорском чемпионате мира среди девушек в 2003 году в возрастной группе U16. С 2004 года регулярно участвует в финалах женских чемпионатов Польши по шахматам, где завоевала серебряную (2015) и три бронзовые (2011, 2013, 2017) медали. Два раза первенствовала на чемпионатах Польши по шахматам среди студенток (2010, 2012). В 2011 году поделила первое место на шахматном мемориале Кристины Радзиковской. В ноябре 2021 года в Риге она заняла 42-е место на турнире «Большая женская швейцарка ФИДЕ».
Представляла Польшу на крупнейших командных шахматных турнирах:
- в шахматных олимпиадах участвовала три раза (2012—2016). В командном зачёте завоевала серебряную (2016) медаль. В индивидуальном зачёте завоевала серебряную (2016) медаль;
- в командных чемпионатах Европы по шахматам участвовала три раза (2011—2015). В командном зачёте завоевала серебряную (2011) и бронзовую (2013) медали. В индивидуальном зачёте завоевала серебряную (2013) и бронзовую (2011) медали;
- в командных чемпионатах мира по шахматам участвовала три раза (2007—2009, 2015).

## Изменения рейтинга
| Графики недоступны из-за технических проблем. См. информацию на Фабрикаторе и на mediawiki.org. |